# Классик Гран Безансон Ду 2024
4-й выпуск  Классик Гран Безансон Ду — шоссейной однодневной велогонки, проходящей по дорогам Франции. Гонка прошла с 12 апреля 2024 года в рамках Европейского тура UCI 2024. Победу одержал французский велогонщик Ленни Мартинес.

## Участники
На участие в гонке заявлено 20 команд.
| UCI WorldTeams (4)- Arkéa-B&B Hotels - Cofidis - Decathlon-AG2R La Mondiale - Groupama-FDJ UCI ProTeams (10)- Burgos-BH - Caja Rural-Seguros RGA - Equipo Kern Pharma - Euskaltel-Euskadi - Israel-Premier Tech - Lotto Dstny - Team Novo Nordisk - TotalEnergies - Uno-X Mobility - VF Group-Bardiani CSF-Faizané UCI Continental Teams (6)- Bike Aid - CIC U Nantes Atlantique - Nice Métropole Côte d'Azur - Philippe Wagner-Bazin - Saint Michel-Mavic-Auber 93 - Van Rysel-Roubaix |
| |

## Маршрут
На дистанции 171,3 километра гонщикам предстоит пройти путь от старта в Безансоне до финиша высоко в Монфоконе. Предусмотрено 3 промежуточных финиша и несколько восхождений.

## Ход гонки
Примерно за 50 километров до финиша Аспаррену, Геган и Левау были вынуждены отстать от основной группы и вернуться в пелотон. В то время как Жуссом, Холтер и Делакруа продолжали гонку впереди, имея преимущество около двух минут.
Эта ситуация продолжалась ещё примерно 30 километров, после чего команды Lotto Dstny и Burgos-BH начали ускорять пелотон. Подъём на Антенн Монфокон (4,2 км при градиенте 7,2 %) заставил Холтера оторваться от товарищей и отправиться в одиночную атаку. Несмотря на хороший отрыв в минуту, он не смог удержать его, когда резвый Ленни Мартинес, сидевший в тени пелотона, пришёл вперёд и обогнал Холтера. Ни один из других фаворитов не был готов следовать за Ленни в его темпе.
Давид Году в то же время делал всё возможное, чтобы помочь своему товарищу из команды. Однако монегаск Виктор Ланджеллотти, хотя и пытался догнать Мартинеса, уже не хватило сил для спринта.

## Результаты
| \| Генеральная классификация \| Генеральная классификация \| Генеральная классификация \| Генеральная классификация \| Генеральная классификация \| \| Гонщик \| Гонщик \| Команда \| Время \| \| \| ------------------------- \| ------------------------- \| -------------------------- \| ------------------------- \| ------------------------- \| \| 1-й \| Ленни Мартинес \| Groupama-FDJ \| 4ч 09' 57 \| \| \| 2-й \| Виктор Ланджеллотти \| Burgos-BH \| + 4 \| \| \| 3-й \| Давид Годю \| Groupama-FDJ \| + 11 \| \| \| 4-й \| Харм Ванхауке \| Lotto Dstny \| + 20 \| \| \| 5-й \| Феликс Галль \| Decathlon-AG2R La Mondiale \| + 26 \| \| \| 6-й \| Джефферсон Сепеда \| Caja Rural-Seguros RGA \| + 29 \| \| \| 7-й \| Юэн Костиу \| Arkéa-B&B Hotels \| + 31 \| \| \| 8-й \| Клеман Берте \| Decathlon-AG2R La Mondiale \| + 31 \| \| \| 9-й \| Сильвен Монике \| Lotto Dstny \| + 31 \| \| \| 10-й \| Jordan Jegat \| TotalEnergies \| + 31 \| \| |                     |                            |           |
| |                     |                            |           |
| Источник: ProCyclingStats |                     |                            |           |
| Генеральная классификация |                     |                            |           |
| Гонщик | Гонщик              | Команда                    | Время     |
| 1-й | Ленни Мартинес      | Groupama-FDJ               | 4ч 09' 57 |
| 2-й | Виктор Ланджеллотти | Burgos-BH                  | + 4       |
| 3-й | Давид Годю          | Groupama-FDJ               | + 11      |
| 4-й | Харм Ванхауке       | Lotto Dstny                | + 20      |
| 5-й | Феликс Галль        | Decathlon-AG2R La Mondiale | + 26      |
| 6-й | Джефферсон Сепеда   | Caja Rural-Seguros RGA     | + 29      |
| 7-й | Юэн Костиу          | Arkéa-B&B Hotels           | + 31      |
| 8-й | Клеман Берте        | Decathlon-AG2R La Mondiale | + 31      |
| 9-й | Сильвен Монике      | Lotto Dstny                | + 31      |
| 10-й | Jordan Jegat        | TotalEnergies              | + 31      |